# Салахов, Шакир Шамиль оглы
Шакир Шамиль оглы Салахов (азерб. Şakir Şamil oğlu Salahov; 15 июня 1966, Джамилли — 28 января 1992, близ Шуши) — азербайджанский полицейский, участник Первой карабахской войны, Национальный герой Азербайджана (1992, посмертно).

## Награды
Указом президента Азербайджанской Республики Абульфаза Эльчибея № 264 от 8 октября 1992 года Шакиру Шамиль оглы Салахову за личное мужество и отвагу, проявленные во время защиты территориальной целостности Азербайджанской Республики и обеспечения безопасности мирного населения, было присвоено звание Национального Героя Азербайджана (посмертно).